# Mühlenmuseum Moisburg

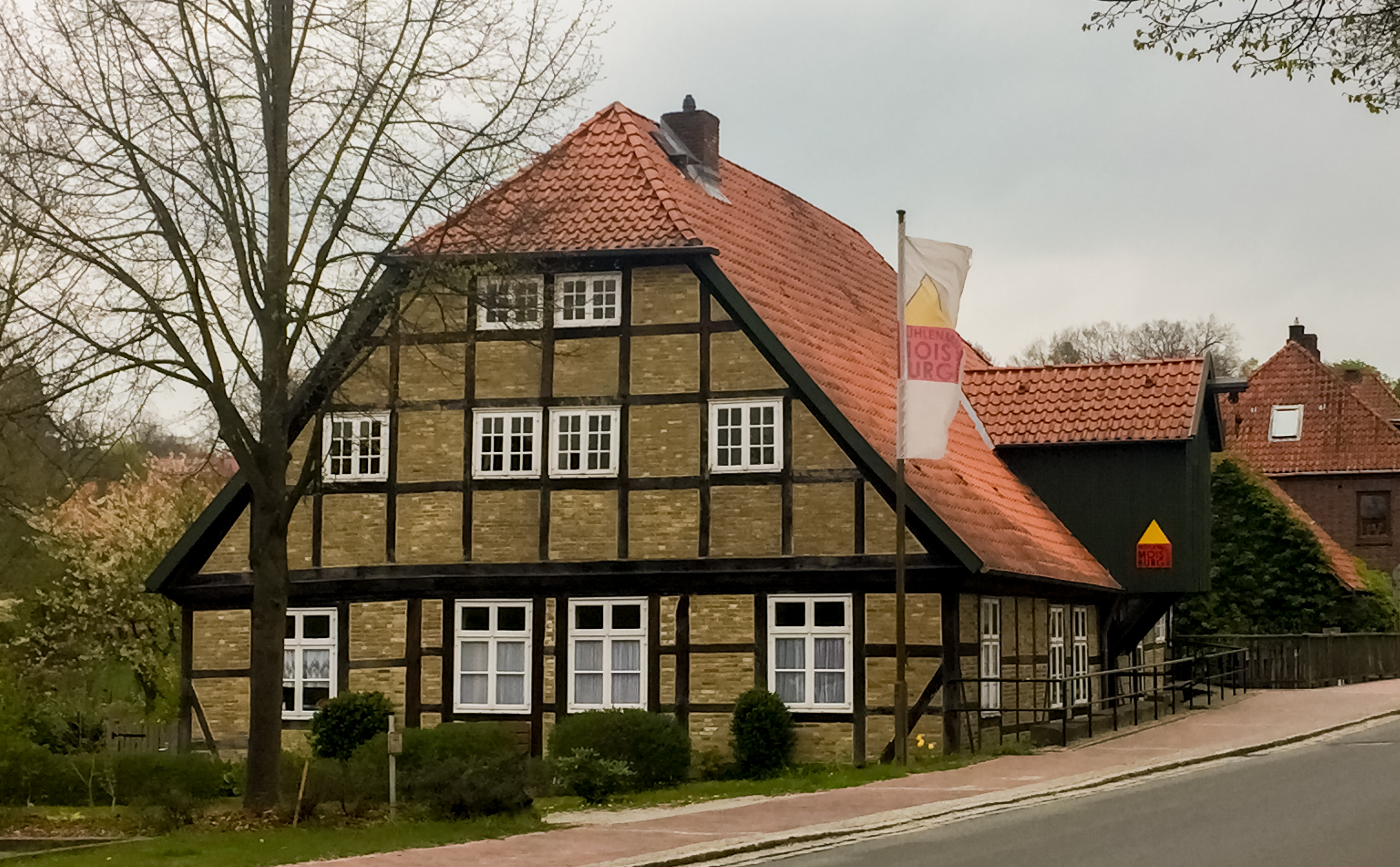

Das Mühlenmuseum Moisburg befindet sich seit 1985 in der ehemaligen Amtswassermühle in Moisburg im Landkreis Harburg und zeigt Dauer- und Sonderausstellungen zur regionalen Mühlengeschichte. Die Amtswassermühle ist eine der letzten noch voll funktionstüchtigen Mühlen in der Region und mahlt regelmäßig Getreide für Bäckereien der Umgebung. Das Mühlenmuseum Moisburg ist eine Außenstelle des Freilichtmuseums am Kiekeberg.

## Geschichte
Bereits um 1379 wurde die Wassermühle urkundlich bezeugt. Der Kern des heutigen Gebäudes entstand um 1723. Das Innere der Mühle zeigt den historischen Zustand der 1930er Jahre. Damals wohnte der Müller mit seiner Familie in dem alten Mühlengebäude. Von den drei Wasserrädern aus jener Zeit ist eines bis heute in Funktion. 
Moisburg war schon sehr früh Verwaltungsmittelpunkt des Amtes. Die Moisburger Mühle wurde zur Amtsmühle und damit zur Zwangsmühle. Bauern des Amtes mussten in dieser Mühle ihr Korn mahlen lassen. 
1982 erwarb der Landkreis Harburg die Moisburger Mühle und begann mit den Renovierungsarbeiten. Aus der Amtsmühle wurde ein Mühlenmuseum und eine Außenstelle des Freilichtmuseums am Kiekeberg.

## Das Museum
Auf dem Lande sind Mühlen die ersten technischen Bauten. Das Mühlenmuseum informiert über das Kornmahlen, über Getreide und über die Arbeit des Mühlenbauers. Im Erdgeschoss der Mühle erfährt der Besucher mehr über die Wohn- und Arbeitsverhältnisse der Müllerfamilie um 1930: Müller wohnten und arbeiteten unter einem Dach. Beschreibungen der letzten Müllerfamilie sowie vorhandenes Inventar ermöglichten eine Rekonstruktion der inneren Räume. Zu den ausgestellten Arbeitsgeräten gehören eine Getreidereinigungsmaschine aus dem Jahr 1910 und eine Saatgutbeize. Von der Treppe aus schaut der Besucher in das Mahlwerk. Hinter der Mahltechnik ist das Handwerkszeug des Mühlenbauers ausgestellt. Eine Ausstellung im Obergeschoss zeigt die unterschiedlichen Arten von Mühlen. Zum Museum gehören außerdem ein Café in der Mahlgaststube und ein kleiner Museumsladen.

## Veranstaltungen
Von Mitte April bis Mitte Oktober dreht sich sonntags von 11 bis 17 Uhr das Mühlrad. Außerdem finden während dieser Monate an jedem Sonntag Mahltage statt. Der Müller zeigt die alte Technik und erklärt den Weg vom Korn zum Mehl. Aus dem Roggenmehl, das bei diesen Mahlvorführungen gemahlen wird, wird in einer lokalen Bäckerei ein Roggenbrot aus Natursauerteig nach altem Rezept gebacken. 
Einmal im Jahr findet am Mühlenmuseum Moisburg der große Kunsthandwerkermarkt statt und beim Mühlenfest werden längst vergangene Zeiten wieder lebendig.
Das Museum beteiligt sich am Deutschen Mühlentag sowie am Tag des offenen Denkmals und am Tag der Industriekultur am Wasser. Außerdem finden unterschiedliche kulturelle Veranstaltungen wie Plattdeutsche Konzerte, Lesungen, Vorträge , statt. Darüber hinaus bietet der Besucherservice neben Erwachsenenführungen ein museumspädagogisches Programm zu den Themen „Getreide und Ernährung“ und „Papierschöpfen“ für Kinder und Jugendliche an. Das Museum kann für individuelle Feiern und Kindergeburtstage genutzt werden.